# کریس گریویچ
کریس گریویچ (انگلیسی: Chris Greatwich؛ زادهٔ ۳۰ سپتامبر ۱۹۸۳) بازیکن فوتبال اهل بریتانیا است.
از باشگاه‌هایی که در آن بازی کرده‌است می‌توان به باشگاه فوتبال کایا ایلویلو و باشگاه فوتبال لوس اشاره کرد.
وی همچنین در تیم ملی فوتبال فیلیپین بازی کرده‌است.